# Chaetabraeus controversus
Chaetabraeus controversus är en skalbaggsart som först beskrevs av Cooman 1935.  Chaetabraeus controversus ingår i släktet Chaetabraeus och familjen stumpbaggar. Inga underarter finns listade i Catalogue of Life.